# Bia actorion
Bia actorion é uma borboleta neotropical da família Nymphalidae, subfamília Satyrinae e tribo Brassolini (único gênero da subtribo Biina), encontrada na floresta amazônica do Brasil, Equador, Peru e Bolívia, em altitudes de zero a 800 metros. Esta espécie fora classificada como da subfamília Satyrinae, mas estudos posteriores determinaram que ela realmente pertencia aos Morphinae. Porém novos estudos, utilizando características de genes mitocondrial e nucleares, determinaram que todos os Morphinae (tribos Morphini, Brassolini e Amathusiini) fossem colocados em Satyrinae, tornando Morphinae uma subfamília inexistente. Em vista superior, esta borboleta apresenta um padrão de coloração amarronzada, mais escurecida nas asas posteriores; denotando-se a presença de uma mancha em forma de meia-lua, alaranjada, no ápice das asas dianteiras e uma mancha azulada, metálica, em sua base; não presente em todos os exemplares da espécie. Fêmeas possuem o padrão em azul das asas anteriores mais disperso que o dos machos. Em vista inferior, apresenta padrão de coloração terrosa, com delineações amarronzadas; se destacando um pequeno ocelo com o núcleo azulado no ápice das asas anteriores e três pontuações mais claras na metade superior das asas posteriores, que terminam em prolongamentos (caudas) curtos e enegrecidos.

## Hábitos
As borboletas B. actorion são restritas às planícies e florestas mais baixas das encostas da América do Sul, ocorrendo em densa vegetação rasteira onde a copa não esteja totalmente fechada. Indivíduos voam ao longo das trilhas e em clareiras, em áreas úmidas e pantanosas, e são ativos do amanhecer ao anoitecer. Elas muitas vezes se contentam com frutos em fermentação, de que se alimentam. Pousam sobre a vegetação a cerca de um metro acima do solo, quando podem revelar o seu padrão superior amarelado e azul; onde as manchas azuis iridescentes, ostentadas pela maioria dos indivíduos, piscam visivelmente. Se ameaçadas, fogem para a base de um arbusto, onde são muito difíceis de alcançar; como geralmente se estabelecem após um voo de fuga.

## Ciclo de vida
A fêmea de B. actorion deposita seus ovos individualmente, em cada folha, em palmeiras (Arecaceae) de Astrocaryum murumuru e espécies de Geonoma. A lagarta possui cabeça marrom escura com uma pálida listra marrom delineando a fronte e outra pálida faixa lateral marrom; com espinhos (escolos) da base da cabeça fundidos na base, com cerdas ramificadas e muitas cerdas apicais e subapicais inseridas em tubérculos alongados. Corpo esbelto, verde, com uma listra branca dorsal brilhante. Apresenta longa cauda bífida no último segmento abdominal. Crisálida fortemente encurvada e totalmente verde, com quilhas laterais escuras e um ponto brilhante perto da asa.

## Androconia
Machos apresentam cerdas androconiais (Androcônia) na base das asas posteriores.

## Subespécies
Bia actorion possui três subespécies:
- Bia actorion actorion - Descrita por Linnaeus em 1763, de exemplar Sul-Americano (descrito como "Indiis").
- Bia actorion decaerulea - Descrita por Weymer em 1911, de exemplar proveniente do Brasil (Amazonas).
- Bia actorion rebeli - Descrita por Bryk em 1953, de exemplar proveniente Peru.